# Cynorkis tryphioides
Cynorkis tryphioides är en orkidéart som beskrevs av Rudolf Schlechter. Cynorkis tryphioides ingår i släktet Cynorkis, och familjen orkidéer.

## Underarter
Arten delas in i följande underarter:
- C. t. leandriana
- C. t. tryphioides